# Estación Gobernador Juan E. Martínez
Gobernador Juan E. Martínez es una estación de ferrocarril ubicada en la localidad homónima del  Departamento Lavalle en la Provincia de Corrientes, República Argentina. 

## Servicios
Se encuentra precedida por la Santa Lucía y le sigue la 9 de Julio.